# Sant Andreu (Ribera)
Sant Andreu és un quadre del pintor valencià Josep de Ribera. Està realitzat en oli sobre llenç. Mesura 123 cm d'alçada i 95 cm d'amplada. Va ser pintat cap a 1631. Es troba en el Museu del Prado, Madrid, Espanya. Aquesta obra va estar en el Monestir d'El Escorial.
És un exemple del tenebrisme de la primera època de José de Ribera, amb marcats contrastos entre les zones il·luminades i les ombrívoles.
La pintura presenta una figura aïllada, Andreu apòstol. La llum li cau des de l'esquerra, violentament. La figura està representada amb gran realisme. Per a aquest tipus de quadres, Ribera copiava models del natural, com els propis pescadors de Nàpols.
Representa a l'apòstol Andreu abraçat a la creu en forma d'aspa del seu martiri. A la mà, porta un ham amb un peix, recordant el seu ofici de pescador. Queden fortament il·luminats el rostre i el tors nu del sant.